# Henri Teissier
Henri Antoine Marie Teissier (ur. 21 lipca 1929 w Lyonie, zm. 1 grudnia 2020 tamże) – francuski duchowny rzymskokatolicki posługujący w Algierii, w latach 1988–2008 arcybiskup algierski.

## Życiorys
29 czerwca 1954 został wyświęcony na diakona. Święcenia kapłańskie przyjął 24 marca 1955. 30 listopada 1972 został prekonizowany biskupem Oranu. Sakrę biskupią otrzymał 2 lutego 1973. 20 grudnia 1980 został mianowany arcybiskupem koadiutorem Algieru. Stolicę objął 19 kwietnia 1988. 24 maja 2008 przeszedł na emeryturę.